# Coppa Placci 1974
La Coppa Placci 1974, ventiquattresima edizione della corsa, si svolse il 25 aprile 1974 su un percorso di 223,6 km. La vittoria fu appannaggio del belga Roger De Vlaeminck, che completò il percorso in 5h50'00", precedendo l'italiano Francesco Moser ed il connazionale Eddy Merckx.

## Ordine d'arrivo (Top 10)
| Pos. | Corridore          | Squadra        | Tempo    |
| ---- | ------------------ | -------------- | -------- |
| 1    | Roger De Vlaeminck | Brooklyn       | 5h50'00" |
| 2    | Francesco Moser    | Filotex        | s.t.     |
| 3    | Eddy Merckx        | Molteni        | a 22"    |
| 4    | Pierino Gavazzi    | Jollj Ceramica | s.t.     |
| 5    | Wladimiro Panizza  | Brooklyn       | s.t.     |
| 6    | Italo Zilioli      | Dreherforte    | s.t.     |
| 7    | Costantino Conti   | Zonca          | a 30"    |
| 8    | Gösta Pettersson   | Magniflex      | s.t.     |
| 9    | Davide Gazzola     | Scic           | s.t.     |
| 10   | Valerio Lualdi     | Brooklyn       | s.t.     |